# Anoplolepis opaciventris
Anoplolepis opaciventris é uma espécie de formiga do gênero Anoplolepis, pertencente à subfamília Formicinae.